# اوساکا گس

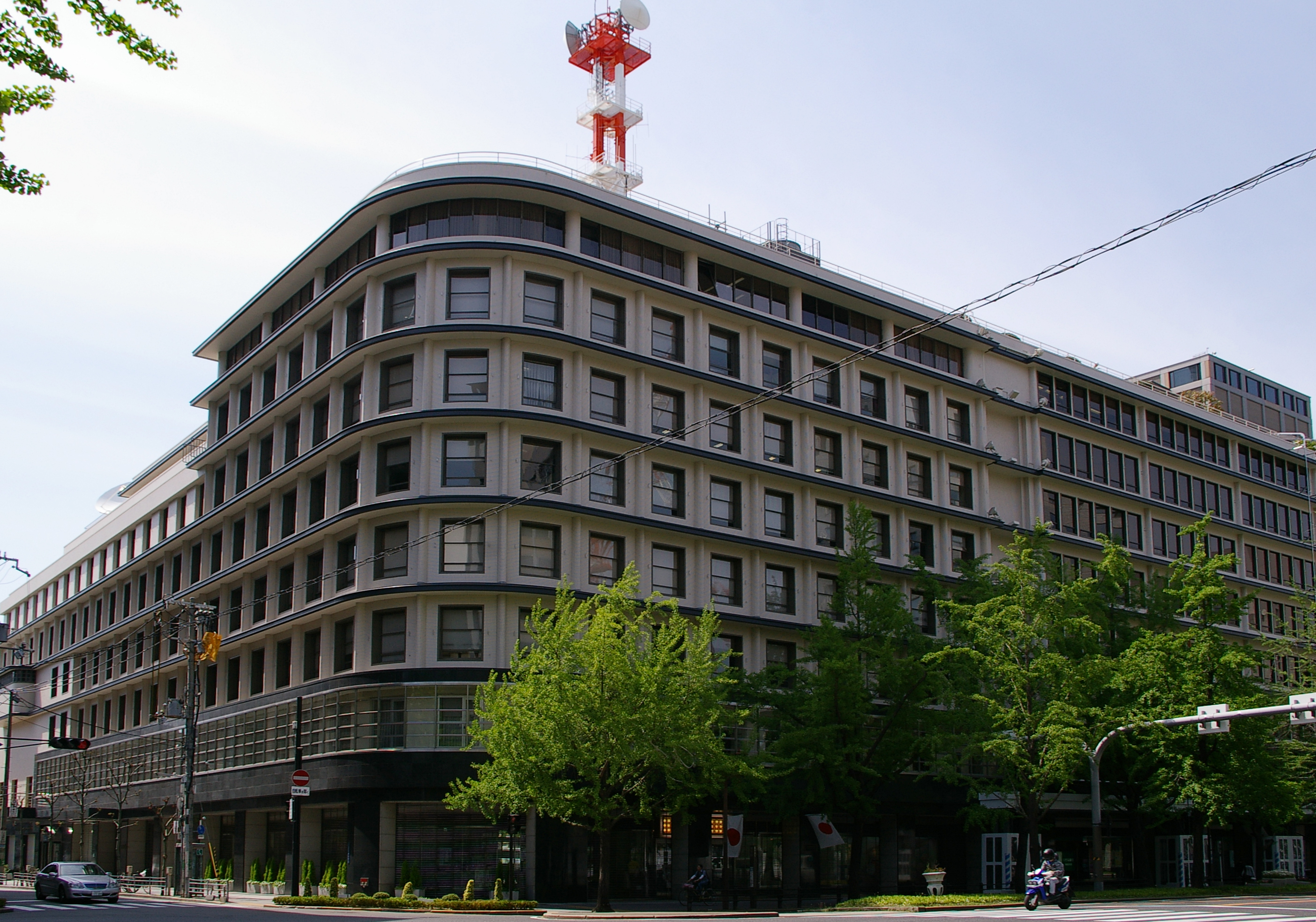
ساختمان دفتر مرکزی اوساکا گس

اوساکا گس (به ژاپنی: 大阪ガス) شرکت گاز ژاپنی است، که در زمینه توزیع گاز طبیعی، زیست‌گاز، ال‌ان‌جی و ال‌پی‌جی، همچنین مدیریت خطوط لوله انتقال، مخازن نفت و گاز و نیز تولید برق فعالیت می‌کند.
شرکت گاز اوساکا در سال ۱۸۹۷ تأسیس شد و در حال حاضر مالک شبکه‌ای از ۵۶٫۵۰۰ کیلومتر خط لوله توزیع گاز در ژاپن بوده، که بیش از ۶۸ میلیون خانوار را تأمین می‌نماید. این شرکت علاوه بر فعالیت‌های توزیع گاز، دارای ۸ نیروگاه حرارتی و ۳ نیروگاه بادی در ژاپن بوده، همچنین دارای پایانه‌های انتقال ال‌ان‌جی در کشورهای عمان، قطر، روسیه، برونئی، مالزی، اندونزی، استرالیا، کانادا و نروژ می‌باشد.
دفتر مرکزی شرکت اوساکا گس در شهر اوساکا، ژاپن قرار دارد و بخشی از سهام آن در بازارهای بورس اوساکا و بورس توکیو معامله می‌شود. نیپون لایف و مستر تراست بانک سهام‌داران عمده این شرکت می‌باشند. شرکت اوساکا گس هم‌اکنون با در اختیار داشتن ۲۴ درصد از بازار گاز طبیعی ژاپن، پس از توکیو گس، دومین شرکت گاز ژاپن به‌شمار می‌آید.